# Heike Götz (Moderatorin, 1970)
Heike Götz (* 1970 in Kronach) ist eine deutsche Moderatorin, die hauptsächlich für den Bayerischen Rundfunk arbeitet.
Heike Götz moderierte erstmals im Alter von 17 Jahren beim privaten Ansbacher Radiosender Radio 8. Nach ihrem Abitur ging sie für ein Volontariat bei Antenne Bayern nach München. Danach moderierte sie in Washington eine deutschsprachige Radiosendung für Voice of America. Wieder in Deutschland, fungierte sie als Nachrichtenredakteurin bei B5 aktuell, danach war sie als Redakteurin und Moderatorin bei Bayern 3 tätig.
Außerdem moderierte sie in der Vergangenheit unter anderem zeitweise die Fernsehsendungen LaVita, Unter 4 Augen, Freizeit-Magazin, Frauensache und Zeit für Tiere und die sonntägliche Regionalsendung Schwaben & Altbayern  im Bayerischen Fernsehen, sowie dabei ab zwei für den Mitteldeutschen Rundfunk.
Derzeit moderiert sie die Unterhaltungssendung Auf gehts im Bayerischen Fernsehen.
Heike Götz lebt mit ihrem Mann Christoph Deumling in München.